# Великий Рижанівський курган
Великий Рижа́нівський курган — археологічна пам'ятка, скіфський курган початку III століття до н. е., один з найпізніших курганів скіфської еліти.

## Розташування
Курган знаходиться за 6 км на південь від села Рижанівки Звенигородського району Черкаської області.

## Історія дослідження
У 1884 році за дорученням власника Рижанівського маєтку Ю. Грінцевич розкопав частину Рижанівського кургану, нічого не знайшов і розкопки на цьому припинив. У полишеній траншеї в 1887 році провалився ґрунт над невиявленою дослідником катакомбою. Селянин Андрій Маслюк знайшов тут золоті та інші речі. Наляканий знахідкою людського черепа, який розсипався в його руках, він припинив розкопки, а знайдені речі передав в Рижанівський маєток. Після цього польський археолог Г. Осовський дослідив випадково відкрите поховання. Більша частина кургану так і залишилася нерозкопаною, і його дослідження були завершені тільки в наш час. У 1995–98 роках спільна українсько-польська експедиція під керівництвом С. Скорого (Ін-т археології НАН України, Київ) та Я. Хохоровського (Ін-т археології Яґеллон. ун-ту, Краків).
Слід зазначити, що на поміщицьких землях у лісостепу грабіжницькі розкопки не набували широкого розвитку. Наприклад, Центральне поховання цього самого Рижанівського кургану так і залишилося непограбованим, що взагалі є винятковим випадком для скіфської археології.

## Опис кургану та знахідок
Під насипом кургану, який у 1880-ті роки був висотою близько 8 м при діаметрі більш ніж 30 м, відкрито дві могили у вигляді глибоких споруд (катакомб) з входами та підземними камерами. В них знаходились останки чоловіка 45–50 років, ймовірно вождя, у супроводі поховання озброєного кінного слуги (центральна могила) та молодої жінки, ймовірно жриці, яку також супроводжувала слуга — дівчинка 12–14 років (бокова гробниця). Могили виявилися не пограбованими, що є великою рідкістю стосовно поховань пам'яток скіфської еліти, і містили особисті прикраси, виконані з коштовних металів; велику кількість посуду, зокрема грецькі амфори, столовий глиняний та металевий посуд, скіфські казани, срібні келихи, виконані у скіфському звіриному стилі та прикрашені сценами боротьби тварин; значну кількість зброї тощо.